# Epidemia odry w Samoa
Epidemia odry w Samoa w 2019 – epidemia odry, która rozpoczęła się we wrześniu 2019 roku w Samoa (Oceania), która przed jej wybuchem miała w regionie jeden z najniższych poziomów wyszczepialności przeciwko tej chorobie. Do 26 grudnia zmarło 81 osób, a liczba chorych wyniosła 5612.
Od 1 października do początku grudnia 2019 roku zaszczepione zostało ponad 55% całej populacji Samoa, która liczy ponad 200 tys. mieszkańców. Do 12 grudnia 93% tamtejszej ludności poddano szczepieniu przeciwko odrze. Ofiarami śmiertelnymi epidemii są głównie dzieci w wieku poniżej 4 lat. Z analizy epidemiologicznej wynika, że tę największą od 20 lat epidemię odry na Samoa zapoczątkował turysta, który przybył z Nowej Zelandii.
18 grudnia samoański parlament uchwalił ustawę, która nakłada obowiązek poddania się szczepieniu przeciwko odrze od 2020 roku.
Samoańska epidemia odry związana jest ze wzrostem zachorowań odnotowanych na całym świecie. W pierwszym półroczu 2019 roku na świecie zgłoszono ponad 364 000 przypadków zachorowań, choć w 2018 roku było to zaledwie 129 000. W Europie cztery państwa (m.in. Wielka Brytania) straciły status kraju wolnego od wystąpień odry. Największej epidemii odry doświadczyła jednak Demokratyczna Republika Konga, która walczy jednocześnie z rozprzestrzenianiem się tam gorączki krwotocznej Ebola. Do listopada 2019 roku zmarło tam ponad 3600 dzieci, a zachorowań odnotowano blisko 184 000.

## Przebieg epidemii
Zgodnie z danymi opublikowanymi przez Światową Organizację Zdrowia w 2018 roku w Samoa szczepionkę przeciw odrze podano zaledwie 30 proc. niemowląt, którym powinna być zaaplikowana. Było to spowodowane wstrzymaniem akcji przeprowadzania szczepień, po tym jak dwoje dzieci zmarło po podaniu szczepionki. W późniejszym dochodzeniu wykazano, że powodem tych zgonów nie była sama szczepionka, ale niewłaściwy sposób jej podania przez pielęgniarkę. Miało to jednak istotny wpływ na społeczną akceptację szczepień i skutkowało zmniejszeniem stanu zaszczepienia wśród tamtejszych dzieci.
Według władz Samoa źródłem epidemii jest Nowa Zelandia, w której w 2019 roku potwierdzono ponad 2000 przypadków odry, szczególnie w rejonie Auckland, gdzie występuje niski wskaźnik szczepień. Z tego regionu choroba rozprzestrzeniła się na inne kraje. W dwustutysięcznej populacji Samoa wskaźnik szczepień przeciwko odrze wynosił jedynie 2/3. Zanim w październiku 2019 roku ogłoszono w tym państwie stan epidemii, odnotowano 7 przypadków śmierci powiązanych z odrą. W połowie listopada ogłoszono stan wyjątkowy, nakazujący zamknięcie wszystkich szkół. W związku z epidemią państwowe władze podjęły działania, które miały na celu podanie szczepionek wszystkim mieszkańcom Samoa. 20 listopada wprowadzono masową akcję, w wyniku której w ciągu kilku dni zaszczepiono 24 000 osób, a do początku grudnia zaszczepiono łącznie 58 000 osób. Ministerstwo Zdrowia Samoa odnotowało, że spośród 60 zgonów spowodowanych epidemią (do 4 grudnia) 54 ofiary to były dzieci w wieku poniżej 15 lat, a 25 było poniżej 1. roku życia.
30 listopada rząd Samoa przeznaczył dodatkowe 2,5 mln USD na pomoc w walce z tą chorobą, a premier Tuilaʻepa Sailele Malielegaoi zapowiedział ustawę umożliwiającą karanie rodziców, którzy nie przyprowadzają swoich dzieci na szczepienia. Na samoańskie wyspy z Nowej Zelandii wysłano m.in. 50 lekarzy i pielęgniarek; Wielka Brytania również udzieliła tam pomocy medycznej.